# 2M 1237+6526
2MASS J12373919+6526148, 2M 1237+6526 — коричневый карлик спектрального класса T в созвездии Дракона, примерно в 46 световых годах от Солнца. У этого субзвёздного объекта возможно наличие очень маломассивного компаньона (пока не обнаруженного, но предполагаемого), вероятно, планетной природы.

## Планета-компаньон?
Burgasser et al. (2003) вывел наличие маломассивного компаньона вокруг коричневого карлика 2M 1237+6526. Такой объект должен обладать массой от 3 до 12 масс Юпитера, период обращения составляет около 4,56 часов (0,19 суток). Если существование компаньона подтвердится, он станет экзопланетой с наименьшим среди известных периодом обращения. Учитывая малую светимость карлика (6,25/1000000 от светимости Солнца), зона существования жидкой воды расположена в пределах 0,0025 а.е., поэтому предполагаемая планета может содержать большое количество воды и аммиака. Также оба объекта обладают похожими размерами.
| Название (по порядку от звезды) | Масса    | Радиус | Большая полуось, а. e. | Период обращения, дни | Эксцентриситет |
| ------------------------------- | -------- | ------ | ---------------------- | --------------------- | -------------- |
| b                               | ≥3-12 MJ | —      | ≤0,003                 | ≥0,19                 | 0?             |